# Жовтнева (станція метро, Калузько-Ризька лінія)
55°43′49″ пн. ш. 37°36′43″ сх. д. / 55.73028° пн. ш. 37.61194° сх. д.

Схема колійного розвитку станції Жовтнева

«Жовтне́ва» (рос. Октябрьская, для відрізнення від однойменної станції Кільцевої лінії додається уточнення «радіальна») — станція Калузько-Ризької лінії Московського метрополітену. Розташована між станціями «Третьяковська» і «Шаболовська».
Станцію відкрито 13 жовтня 1962 року у складі черги «Жовтнева» — «Нові Черемушки». Названа по Жовтневій (раніше — Калузькій) площі.

## Вестибюлі і пересадки
Станція має наземний вестибюль (вихід на Велику Якиманку), сполучений ескалаторним ходом зі станційним залом.
- Метростанцію  Жовтнева
- Автобуси: м1, м16, е10, е12, е85, 111, 196, 297, с910, Б, н11;
- Трамваї: 14, 26, 47

## Технічна характеристика
Конструкція станції — пілонна трисклепінна (глибина закладення — 50 м). Діаметр центрального залу — 8,5 м.

## Оздоблення
Пілони оздоблені світло-сірим мармуром, колійні стіни — білою та чорною керамічною плиткою(з долу); підлога викладена червоним і сірим гранітом. Світильники знаходяться у карнизах верхніх частин пілонів.

## Колійний розвиток
Колійний розвиток станції — 4 стрілочних переводи та 1 станційна колія для відстою і обороту рухомого складу; що переходить у ССГ з Замоскворіцькою, Кільцевою та Серпуховсько-Тимірязєвською лініями.